# بونتيفراكت وكاسلفورد (دائرة انتخابية في المملكة المتحدة)
بونتيفراكت وكاسلفورد (بالإنجليزية: Pontefract and Castleford) هي إحدى الدوائر الانتخابية في المملكة المتحدة الممثلة في مجلس العموم في برلمان المملكة المتحدة.
}}</ref>
}}</ref>
}}</ref>
عضو البرلمان الذي يمثلها حالياً هو :Yvette Cooper (Lab).